# Bobby Jones (cestista 1951)
Robert Clyde Jones, detto Bobby (Charlotte, 18 dicembre 1951), è un ex cestista statunitense, professionista in ABA e in NBA.

## Carriera
Mentre frequenta il college a North Carolina viene selezionato dalla nazionale statunitense per prendere parte alle Olimpiadi di Monaco di Baviera del 1972, dove vinse la medaglia d'argento - mai accettata e ritirata - dopo la controversa finale contro la nazionale sovietica.
La sua carriera nel basket professionistico inizia nella stagione 1974-75 con la squadra dei Denver Nuggets disputando due stagioni in ABA e perdendo le ABA Finals 1976 contro i New York Nets di Julius Erving. Con la franchigia del Colorado disputa anche le tre stagioni successive in NBA.
Nell'autunno del 1978, passa ai Philadelphia 76ers, dove resterà per il resto della sua carriera NBA, conclusasi nel 1986, contribuendo alla conquista del titolo NBA dei Sixers nella stagione 1982-83.
Ottimo difensore, è stato eletto nel NBA All-Defensive First Team per 8 volte su 10 stagioni giocate, al momento del suo ritiro il maggior numero di volte di sempre, e ancora oggi fra i migliori 5, è stato inserito nella stagione 1984-85 nel secondo quintetto difensivo della lega.
Anche in ABA venne inserito per 2 volte nell'ABA All-Defensive First Team, per un totale di 10 volte sulle 12 stagioni disputate in carriera.
Nella stagione 1977-78, disputata con Denver, è stato il migliore della lega come percentuali di tiro dal campo con un ottimo 57,8%. Nella stagione 1982-83 è stato votato dai giornalisti americani come miglior sesto uomo dell'anno.

## Statistiche
| † | Denota una stagione in cui ha vinto il titolo NBA |
| * | Primo nella lega                                  |
| * | Record                                            |

### College
| Anno      | Squadra             | PG | PT | MP | TC%  | 3P% | TL%  | RP   | AP  | PRP | SP | PP   |
| --------- | ------------------- | -- | -- | -- | ---- | --- | ---- | ---- | --- | --- | -- | ---- |
| 1971-1972 | N. Carol. Tar Heels | 31 | -  | -  | 66,8 | -   | 65,3 | 6,3  | 2,4 | -   | -  | 10,2 |
| 1972-1973 | N. Carol. Tar Heels | 33 | -  | -  | 60,1 | -   | 65,6 | 10,5 | 3,9 | -   | -  | 15,0 |
| 1973-1974 | N. Carol. Tar Heels | 28 | -  | -  | 58,0 | -   | 61,7 | 9,8  | 2,9 | -   | -  | 16,1 |
| Carriera  | Carriera            | 92 | -  | -  | 60,8 | -   | 64,1 | 8,9  | 3,1 | -   | -  | 13,7 |

### ABA

#### Regular Season
| Anno         | Squadra        | PG  | PT | MP   | TC%   | 3P% | TL%  | RP  | AP  | PRP | SP  | PP   |
| ------------ | -------------- | --- | -- | ---- | ----- | --- | ---- | --- | --- | --- | --- | ---- |
| 1974-1975    | Denver Nuggets | 84* | -  | 32,2 | 60,4* | 0,0 | 69,5 | 8,2 | 3,6 | 2,0 | 1,8 | 14,8 |
| 1975-1976    | Denver Nuggets | 83  | -  | 34,3 | 58,1* | -   | 69,8 | 9,5 | 4,0 | 2,0 | 2,2 | 14,9 |
| Carriera ABA | Carriera ABA   | 167 | -  | 33,2 | 59,2* | 0,0 | 69,7 | 8,9 | 3,8 | 2,0 | 2,0 | 14,9 |

#### Playoffs
| Anno         | Squadra        | PG  | PT | MP   | TC%  | 3P% | TL%  | RP  | AP  | PRP | SP  | PP   |
| ------------ | -------------- | --- | -- | ---- | ---- | --- | ---- | --- | --- | --- | --- | ---- |
| 1975         | Denver Nuggets | 13  | -  | 32,9 | 53,5 | 0,0 | 77,5 | 8,5 | 2,9 | 0,9 | 0,9 | 13,0 |
| 1976         | Denver Nuggets | 13* | -  | 33,2 | 58,3 | -   | 73,2 | 8,6 | 4,5 | 1,2 | 1,5 | 13,7 |
| Carriera ABA | Carriera ABA   | 26  | -  | 33,0 | 55,9 | 0,0 | 75,3 | 8,6 | 3,7 | 1,1 | 1,2 | 13,3 |

#### Massimi in carriera ABA
Regular Season
- Massimo di punti: 32 vs Indiana Pacers (30 marzo 1975)
- Massimo di rimbalzi: 20 vs Indiana Pacers (6 dicembre 1975)
- Massimo di assist: 9 (2 volte)
- Massimo di palle rubate: 6 vs San Antonio Spurs (29 dicembre 1974)*
- Massimo di stoppate: 7 vs Spirits of St. Louis (5 novembre 1975)*

Playoff
- Massimo di punti: 24 vs New York Nets (4 maggio 1976)
- Massimo di rimbalzi: 20 vs New York Nets (25 aprile 1975)
- Massimo di assist: 7 vs New York Nets (4 maggio 1976)
- Massimo di palle rubate: 2 (2 volte)*
- Massimo di stoppate: 5 vs Kentucky Colonels (28 aprile 1976)*

(* tenendo conto dei dati ABA al momento disponibili e che le statistiche di queste categorie vennero registrate sistematicamente solo dalla stagione ABA 1973-1974)

### NBA

#### Regular Season
| Anno            | Squadra            | PG  | PT  | MP   | TC%   | 3P% | TL%  | RP  | AP  | PRP | SP  | PP   |
| --------------- | ------------------ | --- | --- | ---- | ----- | --- | ---- | --- | --- | --- | --- | ---- |
| 1976-1977       | Denver Nuggets     | 82  | 82  | 29,5 | 57,0  | -   | 71,7 | 8,3 | 3,2 | 2,3 | 2,0 | 15,1 |
| 1977-1978       | Denver Nuggets     | 75  | -   | 32,5 | 57,8* | -   | 75,1 | 8,5 | 3,4 | 1,8 | 1,7 | 14,5 |
| 1978-1979       | Philadelphia 76ers | 80  | 78  | 28,8 | 53,7  | -   | 75,5 | 6,6 | 2,5 | 1,3 | 1,2 | 12,1 |
| 1979-1980       | Philadelphia 76ers | 81  | 3   | 26,2 | 53,2  | 0,0 | 78,1 | 5,6 | 1,8 | 1,3 | 1,5 | 13,0 |
| 1980-1981       | Philadelphia 76ers | 81  | 0   | 25,3 | 53,9  | 0,0 | 81,3 | 5,4 | 2,8 | 1,2 | 0,9 | 13,5 |
| 1981-1982       | Philadelphia 76ers | 76  | 73  | 28,7 | 56,4  | 0,0 | 79,0 | 5,2 | 2,5 | 1,3 | 1,5 | 14,4 |
| 1982-1983†      | Philadelphia 76ers | 74  | 0   | 23,6 | 54,3  | 0,0 | 79,3 | 4,6 | 1,9 | 1,1 | 1,2 | 9,0  |
| 1983-1984       | Philadelphia 76ers | 75  | 0   | 23,5 | 52,3  | 0,0 | 78,4 | 4,3 | 2,5 | 1,4 | 1,4 | 8,3  |
| 1984-1985       | Philadelphia 76ers | 80  | 8   | 20,4 | 53,8  | 0,0 | 86,1 | 3,7 | 1,9 | 1,1 | 0,6 | 7,5  |
| 1985-1986       | Philadelphia 76ers | 70  | 42  | 21,7 | 55,9  | 0,0 | 78,6 | 2,4 | 1,8 | 0,7 | 0,7 | 7,0  |
| Carriera NBA    | Carriera NBA       | 774 | 286 | 26,1 | 55,0  | 0,0 | 78,0 | 5,5 | 2,4 | 1,4 | 1,3 | 11,5 |
| Carriera Totale | Carriera Totale    | 941 |     | 27,3 | 56,0  | 0,0 | 76,6 | 6,1 | 2,7 | 1,5 | 1,4 | 12,1 |

#### Playoffs
| Anno            | Squadra            | PG  | PT | MP   | TC%  | 3P% | TL%  | RP  | AP  | PRP | SP  | PP   |
| --------------- | ------------------ | --- | -- | ---- | ---- | --- | ---- | --- | --- | --- | --- | ---- |
| 1977            | Denver Nuggets     | 6   | -  | 31,2 | 48,4 | -   | 58,8 | 5,8 | 3,5 | 2,8 | 2,3 | 12,0 |
| 1978            | Denver Nuggets     | 13  | -  | 30,0 | 56,9 | -   | 73,9 | 7,8 | 2,7 | 1,2 | 0,7 | 12,8 |
| 1979            | Philadelphia 76ers | 9   | -  | 28,9 | 55,2 | -   | 84,6 | 4,8 | 2,1 | 0,6 | 0,4 | 13,1 |
| 1980            | Philadelphia 76ers | 18* | -  | 26,1 | 52,3 | 0,0 | 85,5 | 4,8 | 1,7 | 1,2 | 1,8 | 12,9 |
| 1981            | Philadelphia 76ers | 16  | -  | 27,7 | 50,6 | -   | 83,0 | 5,5 | 2,1 | 1,1 | 1,3 | 14,7 |
| 1982            | Philadelphia 76ers | 21* | -  | 28,0 | 54,0 | -   | 84,0 | 4,7 | 2,5 | 0,7 | 1,0 | 12,2 |
| 1983†           | Philadelphia 76ers | 12  | -  | 27,0 | 55,1 | 0,0 | 85,0 | 4,8 | 2,8 | 1,3 | 1,5 | 8,6  |
| 1984            | Philadelphia 76ers | 5   | -  | 26,0 | 48,4 | -   | 94,7 | 4,6 | 1,8 | 0,6 | 1,4 | 9,6  |
| 1985            | Philadelphia 76ers | 13  | 11 | 23,8 | 59,0 | -   | 70,0 | 3,7 | 1,2 | 0,9 | 1,2 | 8,2  |
| 1986            | Philadelphia 76ers | 12  | 5  | 27,4 | 52,7 | 0,0 | 76,0 | 2,7 | 2,8 | 0,8 | 1,2 | 9,7  |
| Carriera NBA    | Carriera NBA       | 125 | 16 | 27,4 | 53,5 | 0,0 | 80,9 | 4,9 | 2,3 | 1,1 | 1,2 | 11,6 |
| Carriera Totale | Carriera Totale    | 151 |    | 28,4 | 54,0 | 0,0 | 80,0 | 5,5 | 2,5 | 1,1 | 1,2 | 11,9 |

#### Massimi in carriera NBA
Regular Season
- Massimo di punti: 33 vs Boston Celtics (7 marzo 1979)
- Massimo di rimbalzi: 18 vs Los Angeles Lakers (24 novembre 1976)
- Massimo di assist: 9 vs New York Knicks (22 gennaio 1978)
- Massimo di palle rubate: 7 vs Boston Celtics (4 dicembre 1983)
- Massimo di stoppate: 8 vs Cleveland Cavaliers (17 gennaio 1978)

Playoff
- Massimo di punti: 25 vs Milwaukee Bucks (28 aprile 1978)
- Massimo di rimbalzi: 11 (2 volte)
- Massimo di assist: 7 vs Portland Trail Blazers (22 aprile 1977)
- Massimo di palle rubate: 7 vs Portland Trail Blazers (24 aprile 1977)
- Massimo di stoppate: 5 (3 volte)

## Palmarès

### Competizioni nazionali
- Campionato NBA: 1

Philadelphia 76ers: 1983

### Individuali
- NCAA AP All-America Second Team: 1

1974
- ABA All-Rookie Team (1974-75)
- ABA All-Defensive Team: 2

1974-75, 1975-76
- All-ABA Team: 1

Second Team: 1976
- ABA All-Star Game: 1

1976
- Miglior tiratore di sempre in ABA nella percentuale di tiri dal campo (59,2%)
- 2 volte migliore nella percentuale di tiro dal campo ABA: (1974-75), (1975-76) (record condiviso con Artis Gilmore e Trooper Washington)
- Migliore nella percentuale di tiro NBA dal campo (1977-78)
- NBA All-Star Game: 4

1977, 1978, 1981, 1982
- NBA All-Defensive Team: 9

First Team: 1976-77, 1977-78, 1978-79, 1979-80, 1980-81, 1981-82, 1982-1983, 1983-84
Second Team: 1984-85
- NBA Sixth Man of the Year: 1

1982-83
- Undicesimo per numero di stoppate di sempre ABA (53° sommando NBA e ABA)
- Sesto migliore giocatore di sempre per stoppate a partita ABA in regular season (2,0 stoppate a partita)
- Sedicesimo miglior giocatore per palle rubate di sempre ABA (67° sommando NBA e ABA)
- Decimo migliore giocatore di sempre per palle rubate a partita ABA in regular season (2,0 palle rubate a partita)
- Inserito nella Naismith Memorial Basketball Hall of Fame nel 2019